# Mark O'Brien
Mark O'Brien (Boston, 31 de julio de 1949 - Berkeley, 4 de julio de 1999) fue un periodista y poeta estadounidense, discapacitado y destacado activista en favor de los derechos de las personas con discapacidad.

## Biografía
Aunque nació en Boston, se crio en la costa oeste, en Sacramento. Durante su infancia padeció una severa poliomielitis, por la cual quedó tetrapléjico y confinado toda su vida junto a un pulmón de acero en Berkeley, California. Sin embargo, se matriculó en la Universidad de California (1978) y allí fue corriente verlo en su camilla eléctrica cuando se desplazaba entre el campus y el pequeño apartamento donde guardaba su pulmón de acero, sin el cual apenas podía permanecer respirando unas horas. En 1982 logró licenciarse en literatura anglosajona y, tras repetidas solicitudes, fue admitido en la Escuela de Periodismo de Berkeley, sentando un precedente que ayudó a otros solicitantes con discapacidad grave a acceder a las universidades estatales.
Su trabajo fue publicado por primera vez en 1979, cuando Co-Evolution Quarterly imprimió su ensayo sobre la vida independiente. Sandy Close, directora ejecutiva de Pacific News Service, vio el artículo y contrató a O'Brien como corresponsal. A pesar de sus limitaciones físicas pudo producir sus poemas y artículos y cofundó en 1997 una pequeña editorial dedicada a la difusión de poesía escrita por personas con discapacidad, "Lemonade factory". Escribió varios poemarios, entre ellos Breathing ("Respiración"), y una autobiografía, How I Became a Human Being: A Disabled Man’s Quest for Independence o "Cómo me convertí en un ser humano: aventuras de una persona con discapacidad en busca de independencia". Afirmó que su fuerte fe católica le ayudó a sobrellevar su estado y tenía dos grandes pasiones: Shakespeare y el béisbol.

## Películas sobre su vida
Su personaje fue llevado al cine en dos ocasiones. En Breathing Lessons: The Life and Work of Mark O'Brien (1997), un premiado corto documental de Jessica Yu, y en Las sesiones, dirigida por Ben Lewin e interpretada en su papel principal por John Hawkes, quien ganó los premios del público del Festival de cine de Sundance y de San Sebastián en 2012. Esta película se funda en su mayor parte en su ensayo "On Seeing a Sex Surrogate", aparecido en la revista Sun en 1990.
- Datos: Q1442704